# 326
| [ Edytuj tabelę ] |                             |
| Król Aksum        | - 320 Ezana 360             |
| Król Armenii      | - 287 Tiridates III 330     |
| Władca Guptów     | - 320 Ćandragupta I 330     |
| Władca Korei      | - 300 Mich’ŏn 331           |
| Papież            | - 314 Sylwester I 335       |
| Król Persji       | - 309 Szapur II 379         |
| Cesarz Rzymu      | - 306 Konstantyn Wielki 337 |

Rok 326 / CCCXXVI
stulecia: III wiek ~
IV wiek ~
V wiek

lata: 316 «
321 «
322 «
323 «
324 «
325 «
326
» 327
» 328
» 329
» 330
» 331
» 336

## Wydarzenia
Azja
- Powstał klasztor buddyjski Lingyin si w Hangzhou.

Cesarstwo rzymskie
- 18 listopada – konsekracja pierwszej bazyliki św. Piotra przez papieża Sylwestra I.
- W niejasnych okolicznościach zostali zabici cesarzowa Fausta i Kryspus.
- Z inicjatywy Heleny, matki cesarza Konstantyna, wzniesiona została Bazylika Narodzenia Pańskiego w Betlejem.

## Zmarli
- Aleksander z Aleksandrii, biskup (ur. ~250).
- Fausta, żona cesarza Konstantyna (ur. ~290).
- Kryspus, syn Konstantyna i Minerwiny (ur. ~300).
- Licyniusz II, syn Licyniusza (ur. ~314).